# Gastroezofageální reflux

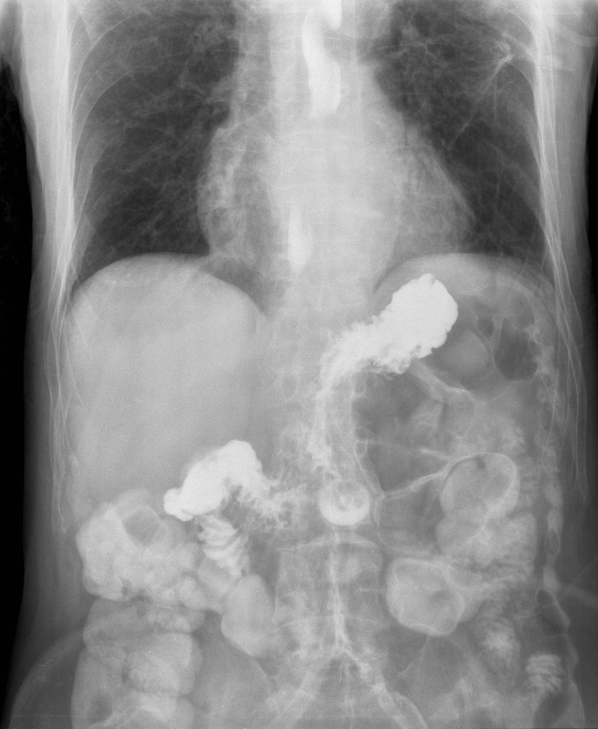
Rentgenový snímek zachycující gastroezofageální reflux. Před vyšetřením byla do žaludku vstříknuta radiokontrastní látka (síran barnatý) a na snímku je dobře patrné její rychlé šíření mimo žaludek.

Gastroezofageální reflux (anglicky gastroesophageal reflux disease – GERD) je zpětný tok žaludečních šťáv ze žaludku do jícnu. Zde dochází k dráždění sliznice jícnu.

## Projevy choroby
- Pálení žáhy
- Bolesti v oblasti žaludku a dolní části jícnu
- Žaludeční šťávy v ústech
- kašel, chraptění, průduškové a plicní komplikace

## Vyšetření
Mezi základní vyšetřovací metody patří 24h pH-metrie a terapeutický test s inhibitory protonové pumpy. Při pátrání po refluxní ezofagitidě či dalších komplikacích je nutné endoskopické (gastroskopie) vyšetření.

## Možné následky
Neléčená choroba může zhoršovat stav jícnu a tak vést k jeho zánětům, ke krvácení, případně až k jeho zúžení (stenóze) a zvýšeným rizikem vzniku zhoubného bujení. Při neléčené chorobě se může objevit i kašel, chraptění, průduškové a plicní komplikace. Působením žaludečních šťáv na sliznici jícnu může dojít k jejímu poškození, ke vzniku nejrůznějších zánětlivých onemocnění jícnu až k jejímu nevratnému poškození vyžadujícímu operativní zásah.

## Léčba
Konzervativní: vyžaduje restriktivní dietu, žádná tučná jídla, koření, cibuli, česnek, čerstvé pečivo. Nutná je i lepší životospráva, vzpřímená poloha po jídle, spaní v polosedě, omezení zvedání těžkých břemen a poloh, při kterých se může samospádem obsah žaludku vracet do jícnu. Léčí se léky z indikační skupinou kinetika (podporují peristaltiku střev a posun potravy ze žaludku) a léky na snižování agresivity žaludečních šťáv (v současnosti se jedná o inhibitory protonové pumpy, jako je omeprazol, lansoprazol, pantoprazol a esomeprazol). Léky neobnovují antirefluxní mechanismy mezi jícnem a žaludkem, mají zpravidla za cíl snížit tvorbu žaludečních kyselin a posílit peristaltický pohyb trávicího traktu v žádaném směru pasáže. Léčbu řídí gastroenterolog – endoskopista.
Chirurgická: v celkové narkóze je vhodná jenom pro menší část pacientů, u kterých není konzervativní léčbou dosaženo dostatečného efektu. Hlavním principem operace je vytvoření manžety (tj. řasy na žaludku, která je přišita kolem jícnu a funguje jako jednosměrný ventil). Cílem operace je odstranění samotné příčiny regurgitací (tj. obnovení antirefluxního mechanismu mezi jícnem a žaludkem). Podle přístupu do břišní dutiny lze rozlišovat operaci:
- klasicky břišním řezem
- laparoskopicky (miniinvazivně).

### Komplikace operace
Operace má rizika, která přináší celková anestezie při délce výkonu asi 2 hodiny, dále riziko krvácení, či proděravění dutého orgánu trávicího traktu. Laparoskopickou operaci lze dle potřeby kdykoliv v jejím průběhu převést na klasický, otevřený přístup. Pooperačně může přetrvávat krvácení, vzniknout krevní sraženina v cévním systému (trombóza) s rizikem jejího vmetení do plic (plicní embolie), nebo může dojít k infekci v ráně, či jiné tělní soustavě. Mohou se také objevit pooperační komplikace jako např. bolesti, nadýmání, nemožnost si říhnout nebo zvracet.